# Крејг Т. Нелсон
Крејг Теодор Нелсон (енгл. Craig Theodore Nelson; рођен 4. април 1944. у Спокену, Вашингтон), амерички је позоришни, филмски, и ТВ глумац, продуцент и редитељ. Нелсон је најпознатији по томе што је глумио у ситкому Тренер, који се емитовао девет сезона, од 1989. до 1997. године. Године 1992. освојио је Еми за најбољег глумца у хумористичкој телевизијској серији, а два пута је био номинован за Емија и четири Златна глобуса за свој наступ у серији.
Нелсон је рођен у Спокену, у Вашингтону и дебитовао је на телевизији у епизоди емисије Шоу Мери Тајлер Мур. Нелсон је похађао Универзитет Централ Вашингтон. Појавио се на великом платну у преко тридесет филмова, али је најпознатији по улози у хорор филму Полтергајст (1982) и његовом наставку Полтергајст 2: Друга страна (1986). Поред тога, дао је глас главном лику анимираног филма Невиђени из 2004. и играо је споредне улоге у филмовима Редов Бенџамин (1980), Силквуд (1983), Само прави потези (1983), Остерманов викенд (1983), Поља смрти (1984), Акција Џексон (1988), Рођен 4. јула (1989), Тарнер и Хуч (1989), Трупа Беверли Хилс (1989), Духови Мисисипија (1996), Ђавољи адвокат (1997), Стуб породице (2005), Ледом до славе (2007) и Веридба (2009). Године 2018. вратио се синхронизацији са филмом Невиђени 2.